# Farnesische Sammlungen

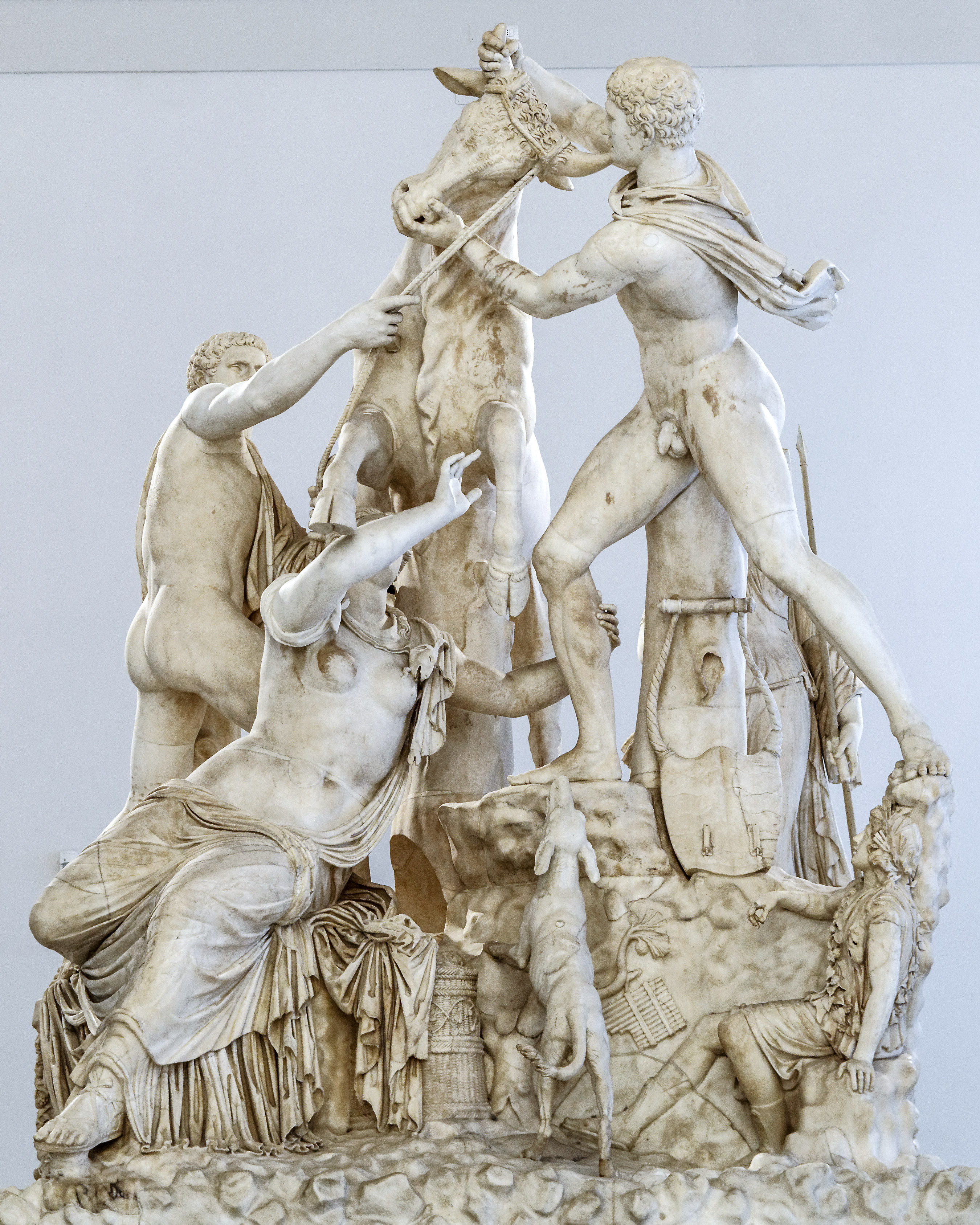
Der Farnesische Stier

Die Farnesischen Sammlungen sind bedeutende und bekannte Sammlungen von Kunstschätzen und Antiquitäten der Antike und der Renaissance, die die Familie Farnese ab dem 16. Jahrhundert vor allem im Palazzo Farnese in Rom zusammentrug.

## Geschichte

### Aufbau der Sammlung
Papst Paul III. (mit bürgerlichem Namen Alessandro Farnese) begründete die Sammlung, als er seiner Familie in einem Edikt die Erlaubnis für Ausgrabungen und einen Exklusivanspruch auf dabei gefundene Skulpturen verlieh. Ziel war, seinen Hauptwohnsitz, den Palazzo Farnese, mit Kunstgegenständen, Stein und Marmor ausschmücken zu können. Der Grundstock an Fundstücken wurde vor allem bei Grabungen in den römischen Caracalla-Thermen in den 1540er Jahren gelegt. Den weiteren Aufbau der Farnesischen Sammlungen betrieb besonders sein Enkel, Kardinal Alessandro Farnese der Jüngere, ein bedeutender Kunstmäzen. Durch dessen Bemühungen wuchsen sie auf über 400 Skulpturen sowie weitere Kunstgegenstände (Gemmen, Gemälde, Zeichnungen, Bücher) an. Beratende Dienste leistete hierbei der Humanist, Bibliothekar und Antiquar Fulvio Orsini.
Der Großteil der Gegenstände befand sich als Dekoration im Palazzo Farnese, in den Torbögen und Empfangsräumen, auf den Innenhöfen und im Garten; zahlreiche weitere, die für weniger bedeutend gehalten wurden, waren jedoch auch in weiteren Residenzen der Familie aufbewahrt. Dies waren der Palazzo Farnese in Caprarola, der Herzogspalast in Colorno sowie die Villa Madama, die Villa Farnesina und die Farnesinischen Gärten in Rom.
Paul III. richtete 1545 für seinen illegitimen Sohn Pier Luigi Farnese das Herzogtum Parma ein. Die Mitglieder der von Pier Luigi begründeten Linie der Herzöge von Parma sammelten ebenfalls zahlreiche Kunstschätze an. Dafür konfiszierten sie unter anderem auch die Besitzstücke der Adeligen, die an der Rebellion von 1611 beteiligt gewesen waren. Gesammelt wurden die Stücke hauptsächlich im Palast von Colorno, der Residenz der Herzöge von Parma.

### Weitere Geschichte
Als das Geschlecht mit dem Tod Antonio Farneses im Jahr 1731 ausstarb, wurde die Sammlung verstreut. Ein Teil gelangte an den spanischen König Philipp V. aus dem Hause der Bourbonen, da dessen Ehefrau Elisabetta Farnese (1692–1766) Antonios Nichte und damit Erbin war. Ihr ältester Sohn Karl (1716–1788), der später (ab 1759) als Karl III. ebenfalls König von Spanien wurde, regierte von 1734 bis 1739 als König von Neapel und Sizilien. Auf diesem Wege gelangten die Kunstwerke, die zuvor im Besitz der Herzöge von Parma gewesen waren, nach Neapel. Karls dritter Sohn Ferdinand folgte ihm im italienischen Reich nach und erreichte nach längeren Kontroversen 1786/7 von Papst Pius VI., dass auch die in Rom verbliebenen Kunstgegenstände der Farnese in den Palazzo Reale nach Neapel verbracht werden konnten. Verantwortlich für die Abwicklung dieses Transports waren der Landschaftsmaler Jakob Philipp Hackert sowie der Marchese Domenico Venuti, von denen letzterer die Sammlung 1786 inventarisierte. Dies war zuletzt in den Jahren 1767 und 1775 geschehen.
1826 gelangten die Farnesischen Sammlungen an das Museo Archeologico Nazionale (Archäologische Nationalmuseum Neapel), das 1787 gegründet worden war und in den folgenden Jahrzehnten zahlreiche vormals private Kunstsammlungen zum Grundstock seiner Bestände machte.

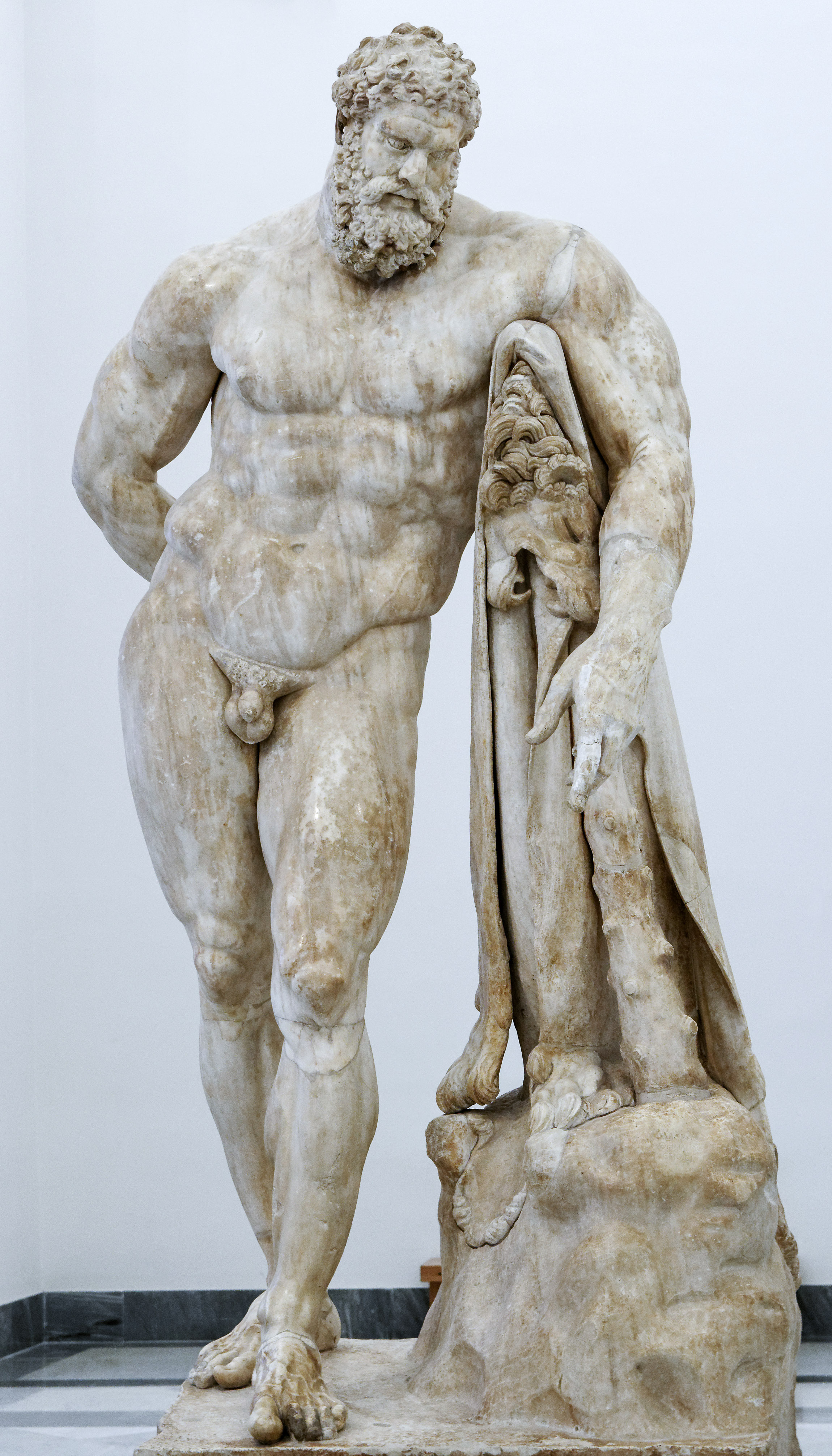
Der Farnesische Herkules

## Berühmte Kunstwerke der Sammlungen

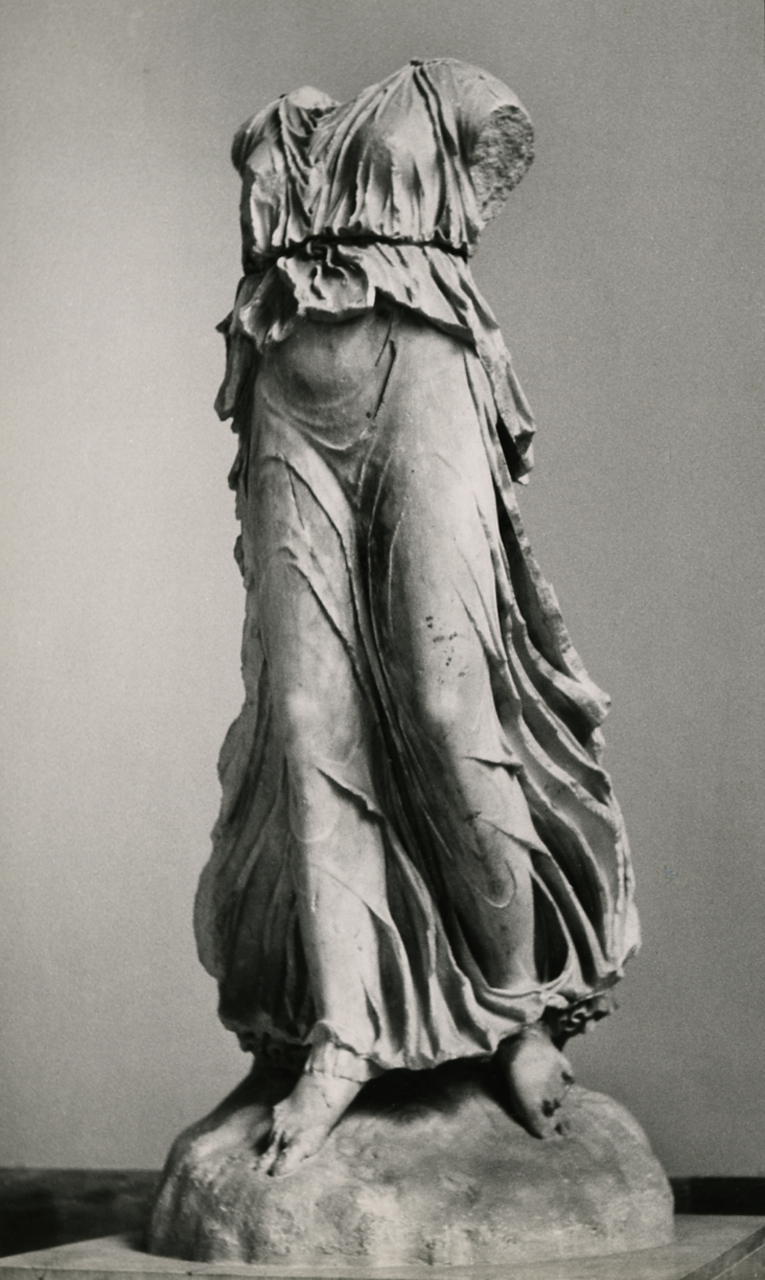
Nike. Foto von Paolo Monti, 1969

Zu den wichtigsten Stücken der Farnesischen Sammlungen gehören römische Kopien griechischer Kunstwerke, die hauptsächlich in den Caracalla-Thermen gefunden worden waren, vor allem
- der 1546 ausgegrabene Farnesische Herkules (Kopie mit Signatur des Glykon von Athen, dessen Vorbild vermutlich eine Statue von Lysipp ist) – eine der berühmtesten Skulpturen der Antike, die das Bild des Herkules in der europäischen Vorstellungswelt festgeschrieben hat.
- der 1545 ausgegrabene Farnesische Stier, dessen Vorbild Apollonios von Tralleis und Tauriskos von Tralleis um 50 v. Chr. anfertigten. Dieses Kunstwerk wird von Plinius dem Älteren in seiner Naturgeschichte erwähnt.
- der Atlas Farnese, die römische Kopie eines hellenistischen Originals
- die Tazza Farnese, eine hellenistische Steinschneidearbeit

Im Herzogspalast von Colorno befanden sich außerdem zwei Kolossalstatuen aus Basalt, die Herkules und Dionysus darstellen und die von Abt Francesco Bianchini nahe den Kaiserpalästen auf dem Palatin gefunden wurde.
Weitere Bestandteile der Sammlung sind Kunstwerke der Renaissance, unter anderem von Tizian, Raffael, Michelangelo und El Greco sowie von Guglielmo della Porta, dem Hofmaler der Farnese, der auch den Farnesischen Herkules ergänzte, Andrea Mantegna und Sebastiano del Piombo. Der Miniaturenmaler Giulio Clovio vermachte Alessandro Farnese dem Jüngeren vor seinem Tod im Jahr 1577 401 Zeichnungen, womit sich der Bestand an Blättern in der Sammlung mehr als verdoppelte – im Jahre 1588 stammten lediglich 257 Blätter nicht von Clovio, sondern von mindestens 17 verschiedenen anderen Künstlern. Später wurden jedoch zahlreiche von Clovio stammende Zeichnungen fälschlicherweise berühmteren Malern wie beispielsweise Michelangelo zugeschrieben.